# Peucedanum aurantiaca
Peucedanum aurantiaca är en flockblommig växtart som först beskrevs av Nicholas Michailovitj Albov, och fick sitt nu gällande namn av Minosuke Hiroe. Peucedanum aurantiaca ingår i släktet siljor, och familjen flockblommiga växter. Inga underarter finns listade i Catalogue of Life.